# Aleksandra Pietruk
Aleksandra Pietruk (ur. 31 grudnia 2000 w Białymstoku) – polska strzelczyni sportowa specjalizująca się w strzelaniu z karabinu.
Jest reprezentantką klubu Kaliber Białystok. Jej Trenerem jest mąż Paweł Pietruk. W 2024 na letnich igrzyskach olimpijskich zajęła 20. miejsce w konkurencji karabin karabin małokalibrowy, trzy postawy, 50 m.